# فاتا أورلوفيتش
فاتا أورلوفيتش

صورة فاتا أورلوفيتش وفي الخلفية صورة الكنيسة المبنية على حديقة منزلها

هي امرأة بوسنية مسلمة كانت تقطن هي وعائلتها في قرية كونيفيتش بوليي في تلال شرقي البوسنة حتى مطلع تسعينيات القرن العشرين، عندما طردت من قريتها وقتل زوجها وتحولت إلى لاجئة في عمليات تطهير عرقي قام بها صرب البوسنة ضد المسلمين، وعندما عادت إلى قريتها عام ألفين فوجئت بكنيسة مبنية على أرض حديقة منزلها، حيث يعد ذلك التصرف من الممارسات الشائعة التي شهدتها عمليات التطهير العرقي خلال الحرب على البوسنة للتأكيد على أن جماعة عرقية ودينية جديدة أصبحت مالكة لهذه الأرض.
وقد أقامت مجموعة من اللاجئين الصرب القادمين من وسط البوسنة بهذه القرية خلال زمن الحرب وأقاموا بها كنيستهم على أرض فاتا أورلوفيتش، ولكن المسلمين عادوا لقريتهم بعد نهاية الحرب ومنهم فاتا أورلوفيتش التي تناضل وبإصرار منذ ذلك الحين لإزالة الكنيسة من أرضها، وتقف هذه العجوز البوسنية وحدها أمام العقبات البيروقراطية بل إنها تلقت تهديدات للتخلي عن مطلبها لكنها ما زالت ثابتة على موقفها مصرة على المطالبة بحقها غير حافلة أو مكترثة بتلك التهديدات وهي تقول:
| ” | إذا أرادوا بناء كنيسة فلتكن على أرضهم وليس أرضي، أحترم جميع الأديان والأمم لكن لا احترم أناسا يبنون على أرضي | “ |

```
وتوضح العجوز البوسنية أن الكنيسة بحد ذاتها لا تضايقها فهي 
دار للعبادة
 وهي تحترم الكنائس مثل 
المساجد
.
[
1
]
```